# Касатонов, Игорь Владимирович
Игорь Владимирович Касатонов (род. 10 февраля 1939, Владивосток) — советский и российский военачальник, командующий Черноморским флотом ВМФ России (1991—1992), первый заместитель Главнокомандующего ВМФ России (1992—1999), адмирал (24.10.1991), кандидат военных наук.

## Биография

### Ранние годы и семья
Игорь Владимирович Касатонов родился 10 февраля 1939 года в городе Владивосток. Во время Великой Отечественной войны жил в эвакуации в городе Ирбит Свердловской области. Среднюю школу окончил в Таллине.
Род Касатоновых происходит из Курской губернии. Дед — полный Георгиевский кавалер Афанасий Степанович Касатонов, отец — Адмирал флота Владимир Афанасьевич Касатонов (1910—1989). Жена — Юлия Александровна — дочь контр-адмирала Трофимова. Есть дочь и два сына: Тамара, Александр — капитан 1 ранга и Кирилл, полковник юстиции, служат в Вооруженных Силах Российской Федерации. Племянник — Владимир Львович Касатонов — начальник Главного штаба ВМФ — первый заместитель Главнокомандующего Военно-морским флотом России, адмирал.

### На воинской службе
В 1956 году, после окончания средней школы с серебряной медалью, поступил в Черноморское высшее военно-морское училище им. П. С. Нахимова, которое окончил с отличием в 1960 году по специальности «ракетное вооружение».
Начинал службу лейтенантом на эсминце Черноморского флота «Гневный», командовал одной из батарей корабля.
В 1961 году совершил на эсминце «Упорный», будучи командиром боевой части корабля, морской переход из Чёрного моря вокруг Европы, а затем — Северным морским путём на базу Тихоокеанского флота (ТОФ). На «Гневном» командовал батареей крылатых ракет, провёл 6 успешных боевых пусков. Проводил занятия по пуску ракет с прибывшей на флот группой генералов из Военной академии Генерального штаба. В 1966 году заочно окончил Севастопольский приборостроительный институт. Окончил Высшие специальные офицерские классы ВМФ в 1967 году.
С 1967 года — старший помощник командира, а с 1969 года — командир большого противолодочного корабля (БПК) «Проворный» (Черноморский флот).
В 1972 году, после окончания Военно-морской академии, принял командование новейшим БПК «Очаков», досрочно получив звание капитан 2 ранга.
С 1975 по 1977 год и с 1979 по 1980 год проходил службу в должности начальника штаба дивизии противолодочных кораблей Черноморского флота. В 1979 году окончил Военную академию Генерального штаба Вооружённых Сил имени К. Е. Ворошилова. С 1980 года командовал 30-й дивизией надводных кораблей Черноморского флота.
С апреля 1982 по апрель 1988 года командовал Кольской флотилией разнородных сил.
В августе 1986 года был представлен на должность начальника штаба флота, но назначение не состоялось.
С 9 апреля 1988 по 14 сентября 1991 года — заместитель командующего Северным флотом, возглавлял первый (после окончания Второй мировой войны) визит советских военных кораблей в США. Всего за время службы на флоте провёл 15 дальних океанских походов и выполнил 10 боевых служб.
С сентября 1991 по 26 сентября 1992 года — командующий Черноморским флотом. В 1991—1992 годах благодаря адмиралу Касатонову, его жёсткой позиции и грамотным действиям Черноморский флот бывшего СССР был сохранён для России. 4 января 1992 года объявил Черноморский флот российским и одновременно запретил личному составу флота принимать украинскую военную присягу до принятия политического решения руководством России и Украины о судьбе флота. В эпоху борьбы за флот он опирался на Военный совет ЧФ, учитывал мнения черноморцев, ветеранских организаций, умело взаимодействовал с прессой. Действенную помощь и поддержку ему оказывали патриотические общественные объединения и партии Севастополя, Крыма и России. «Моряки выполнили мой приказ: „Украинскую присягу не принимать!“ В поддержку я получил из России сотни телеграмм от простых людей, от руководства — ни одной», — вспоминал потом адмирал. И только через год после этого Ельцин начал переговоры с Кравчуком о разделе флота.
26 сентября 1992 года назначен первым заместителем Главнокомандующего ВМФ России. Должность командующего Черноморским флотом некоторое время оставалась вакантной, затем командующим был назначен вице-адмирал Эдуард Балтин.

### В запасе
С июля 1999 года — в запасе. Живёт в Москве. Несколько лет был руководителем Российского государственного морского историко-культурного центра при Правительстве РФ. С 2009 года — советник начальника Генерального штаба Вооружённых сил Российской Федерации. Занимался вопросами обеспечения перспективного развития Военно-Морского Флота, реализации государственной политики в сфере военно-морской деятельности. Кроме того, является автором многочисленных книг и публикаций по истории российского военно-морского флота.
21, 22 февраля 2024 года стал героем программы «Судьба человека с Борисом Корчевниковым» на канале «Россия».
20 сентября 2024 года принял участие в программе «Человек и закон» Алексея Пиманова на Первом канале.
4 октября 2024 года участвовал в программе «Загадки века с Сергеем Медведевым» на телеканале «Звезда».
Кандидат военных наук. Действительный член Петровской академии наук и искусства. Действительный член союза писателей.

### Общественно-политическая деятельность
В октябре — декабре 1992 года Касатонов баллотировался в народные депутаты России на дополнительных выборах. Он был выдвинут военными моряками и жителями Новороссийска по 17-му Краснодарскому национально-территориальному округу. Среди соперников Касатонова были Константин Боровой и Николай Кондратенко. Выборы были признаны несостоявшимися из-за низкой явки избирателей (в апреле 1993 года на это место был избран Николай Кондратенко). В 2001 году участвовал в выборах губернатора Приморья, но досрочно снял свою кандидатуру. «Я вынужден признать, что, к сожалению, у меня нет достаточных, прежде всего финансовых, ресурсов, чтобы вести борьбу за пост губернатора дальше», — заявил Игорь Касатонов.

## Награды
- Орден Александра Невского (13 мая 2019)
- Орден «За военные заслуги» (1 марта 1996)[6]
- Орден «За морские заслуги» (2014)
- Орден Красной Звезды
- Орден «За службу Родине в Вооружённых Силах СССР» II степени
- Орден «За службу Родине в Вооружённых Силах СССР» III степени
- Медаль «За освобождение Крыма и Севастополя» (17 марта 2014)[7]
- медали СССР и Российской Федерации
- Почётный гражданин города Петергофа (1996)
- Почётный гражданин города Полярного Мурманской области (4 февраля 2004) — за многолетнюю и добросовестную службу Родине, личный вклад в развитие и благоустройство исторической столицы Северного флота города Полярного
- Знак отличия «За заслуги перед Севастополем» (25 января 2019) — за значительный вклад в развитие города Севастополя, сохранение и укрепление Черноморского флота, активную общественную деятельность и в связи с 80-летием со дня рождения
- Национальная премия «Имперская культура» имени Эдуарда Володина (2011)[8]
- Национальная премия «Имперская культура» имени Эдуарда Володина (2021)[9]
- Почётный гражданин Севастополя (3 мая 2024) — за особые заслуги в исполнении воинского долга, сохранение Черноморского флота в период командования, многолетнюю деятельность по защите исторической правды

## Воинские звания
- Лейтенант (1960)
- Старший лейтенант (ноябрь 1962)
- Капитан-лейтенант (февраль 1965)
- Капитан 3-го ранга (ноябрь 1969)
- Капитан 2-го ранга (1972)
- Капитан 1-го ранга (21.07.1977)
- Контр-адмирал (май 1982)
- Вице-адмирал (15.02.1988)
- Адмирал (24.10.1991)[10]

## Книги
Адмирал Касатонов И. В. — автор ряда книг и статей по истории флота Российской империи, военно-морского флота СССР и Российской Федерации.
- «Флот выходит в океан. Повесть об адмирале флота В. А. Касатонове». — СПб.: Астра-Люкс, 1995. — 331 с. — ISBN 5-87499-014-3.
- «Флот вышел в океан». — М.: Андреевский флаг, 1996. — 559 с. — ISBN 5-85608-030-0.
- «Океанский флот Отчизны». — СПб.: ЛЕНАРТ, 1996. — 124 с.
- «Записки командующего Черноморским флотом». — М.: Андреевский флаг: Фонд Андрея Первозванного, 2000. — 495 с. ISBN 5-85608-241-9.
- «Черноморская эскадра. 1940—1961: Участие в Великой Отечественной войне. Закат эры линейных кораблей». — М.: Издательство «А2-А4», 2007. — 772 с. — ISBN 978-5-9798-0002-8.
- «Очаков»: Связь времен и поколений. В 2-х книгах. — М.: Издательство Вагриус, 2008—2009. — ISBN 978-5-9697-0774-0.
- «Сорок лет 30-й дивизии Черноморского флота: через все эпохи и потрясения». — М.: ВАГРИУС, 2009. — 351 с. — ISBN 978-5-9697-0754-2.
- Адмирал И. К. Григорович — выдающийся организатор строительства флота России начала XX века. Тома 1—2. — М.: Вагриус, 2010. — ISBN 978-5-9697-0780-1.
- «Триумф военно-морского флота России в XX веке и его закат: Адмирал флота Советского Союза Н. Г. Кузнецов — нарком ВМФ, военно-морской министр, Главнокомандующий ВМФ СССР середины XX века». — М.: Изд. студия «CVG-art», 2011. — 495 с. — ISBN 978-5-91959-004-0.
- «Триумф военно-морского флота России в XX веке и его закат: Адмирал флота Советского Союза С. Г. Горшков — главнокомандующий ВМФ СССР в 1956—1985 годах». — М.: CVG-art, 2013. — 776 с.
- «Командую флотом»: С. Г. Горшков и его адмиралы на Чёрном море в период «холодной войны». Книга первая. — М.: Андреевский флаг, 2004. — 641 с. — ISBN 5-9553-0033-3.
- «Командую флотом»: С. Г. Горшков и его адмиралы на Чёрном море в период «холодной войны». Книга вторая. — М.: Андреевский флаг, 2004. — 300 с. — ISBN 5-9553-0033-3.
- «Командую флотом»: Командующий Черноморским флотом адмирал В. С. Сысоев. Книга третья. — М.: Андреевский флаг, 2018.
- «Командую флотом»: Командующий Черноморским флотом адмирал С. Е. Чурсин. Книга четвёртая. — М.: Андреевский флаг, 2019. — 406 с. — ISBN 978-5-604-17286-5. (в соавторстве с К. И. Касатоновым)
- «Командую флотом»: Командующий Черноморским флотом адмирал Н. И. Ховрин. Книга пятая. — М.: Андреевский флаг, 2020. — 483 с. — ISBN 978-5-604-34012-7. (в соавторстве с К. И. Касатоновым)
- «Командую флотом»: Командующий Черноморским флотом адмирал В. А. Касатонов. Книга шестая. — М.: Андреевский флаг, 2022. — 529 с. — ISBN 978-5-604-72383-8 (в соавторстве с К. И. Касатоновым)
- Командую флотом": Первый заместитель Главнокомандующего ВМФ Герой Советского Союза адмирал флота В. А. Касатонов. Книга восьмая. — Симферополь.: ООО «Фирма „Салта“ ЛТД», 2023. — 560 с. — ISBN 978-5-604-92696-3 (в соавторстве с К. И. Касатоновым)
- Командую флотом": Путь на мостик. Книга девятая. — Симферополь.: ООО «Фирма „Салта“ ЛТД», 2023. — 720 с., илл. — ISBN 978-5-604-92699-4 (в соавторстве с К. И. Касатоновым)
- «Битва за Черноморский флот в 1991—1992 гг. (к 25-летию исторических событий». // Морской сборник. — 2017. — № 1—2.